# FASTA-Algorithmus
Der heuristische FASTA-Algorithmus wurde 1985 von David J. Lipman und William R. Pearson als FASTP für Proteine entwickelt. Das Programm wurde 1988 auf Nukleotide erweitert.
FASTA sucht nach Ähnlichkeiten zwischen Sequenzen oder vergleicht eine gegebene Sequenz mit einer Sequenz-Datenbank. Die Speicherung der Sequenzdaten erfolgt im FASTA-Format.
Eine Anwendung findet der Algorithmus beispielsweise beim SIMAP-Projekt.